# Bolton Muir

Bolton Muir

Bolton Muir ist eine Villa nahe der schottischen Ortschaft Gifford in der Council Area East Lothian. 1977 wurde das Gebäude in die schottischen Denkmallisten in der höchsten Kategorie A aufgenommen.
Das Gebäude wurde im Jahre 1929 von Colonel Thomson in Auftrag gegeben. Der Entwurf für die im Folgejahr fertiggestellte Villa stammt von dem renommierten Architekten Philip Dalton Hepworth.

## Beschreibung
Bolton Muir gilt als gutes Beispiel für die Gestaltung einer Villa im auslaufenden Arts-And-Crafts-Stil. Die Villa liegt isoliert an einer Nebenstraße rund 1,5 km westlich von Gifford. Das einstöckige Gebäude weist einen geschwungenen Grundriss auf. Straßenseitig ist ein kleiner Hof eingerichtet, der an einer Garage an der Stirnseite endet. Diese grenzt direkt an das dahinterliegende Hauptgebäude, ist jedoch flacher. Die beiden Garagentore sind aus Holz gefertigt. Es sitzt ein reetgedecktes Walmdach mit einer geschwungenen Gaube auf.
Das Haupthaus schließt mit reetgedeckten Satteldächern. An der konkav geschwungenen Nordwestseite tritt ein halbrunder Turm hervor. Dort befindet sich das Eingangsportal, das mit einem weiten Rundbogen gearbeitet ist. Unterhalb des reetgedeckten Kegeldaches sind zahlreiche kleine Fenster eingelassen. Fledermausgauben flankieren den Turm. An der Südostseite tritt eine polygonale Auslucht hervor. Dort sind Zwillings- und Drillingsfenster mit Fensterpfosten verbaut.